# Cutwail
Cutwail ist ein Botnet, das seit etwa 2007 hauptsächlich zur Verbreitung von Spam und Trojanern wie z. B. Zeus eingesetzt wird.
2007 galt Cutwail mit 1,6 Millionen befallenen Computern, die Microsoft Windows als Betriebssystem nutzen, als das führende Spam-Botnetz. Nachdem Hacker die Namen von Cutwail-Kunden und Partnern veröffentlicht hatten, verlor es kurzzeitig an Bedeutung. 2012 meldete die Fachpresse die Wiederbelebung von Cutwail.
Der führende Entwickler von Cutwail ist nach Recherchen des IT-Sicherheitsexperten Brian Krebs unter dem Decknamen „Google“ aktiv. Er benutzte die Plattform SpamIt, um Cutwail an interessierte Kunden zu vermieten, die das Botnetz dann zur Spam-Verbreitung für ihre eigenen Zwecke benutzen konnten.